# Baptiste Ulens
Baptiste Ulens (Boussu, 24 juli 1987) is een Belgisch voetballer, die voornamelijk de linkerflank bezet. Sinds 2020 ligt hij onder contract bij RFC Rapid Symphorinois.

## Biografie
Baptiste voetbalde in zijn jeugd voor RAEC Bergen. Hij woont op 100 meter van het stadion.
Zijn officiële debuut kwam er op 4 september 2005. Hij mocht een kwartiertje invallen tegen KV Kortrijk, de eindstand werd 6-1 voor Bergen. Hij speelde dat jaar en het jaar erop voornamelijk bij de beloften, maar mocht enkele keren de kern aanvullen. In mei 2008 vertrok hij naar Sporting Charleroi, maar ook daar kreeg hij geen speelminuten. In januari 2009 verliet hij de ploeg al naar FC Luik, spelend in 2e klasse.
Het jaar erop was hij weg. Hij vertrok in mei en speelde de eindronde mee met  Olympic Charleroi. Uiteindelijk belandde hij in 2010 bij WS Woluwe. Daar brak hij echt door, met meer dan 20 matchen per seizoen. In januari 2013 ruilde hij echter het bijna-failliete Wolume voor de West-Vlaamse ploeg KV Kortrijk. Hij tekende er voor 3,5 jaar. Hij speelde enkele matchen in de competitie en kreeg de meeste minuten in de Play Off 2.

## Statistieken
| Seizoen | Club              | Land   | Competitie         | Wed. | Goals |
| ------- | ----------------- | ------ | ------------------ | ---- | ----- |
| 2009/10 | Olympic Charleroi | België | Belgacom League    | 4    | 0     |
| 2010/11 | WS Woluwe         | België | Belgacom League    | 3    | 0     |
| 2011/12 | WS Woluwe         | België | Belgacom League    | 33   | 1     |
| 2012/13 | WS Woluwe         | België | Belgacom League    | 17   | 0     |
| 2012/13 | KV Kortrijk       | België | Jupiler Pro League | 9    | 0     |
| 2013/14 | KV Kortrijk       | België | Jupiler Pro League | 0    | 0     |
| 2014/15 | KV Kortrijk       | België | Jupiler Pro League | 0    | 0     |
| 2015/16 | KV Kortrijk       | België | Jupiler Pro League | 0    | 0     |
| Totaal  | Totaal            | Totaal | Totaal             | 66   | 1     |